# Sphagnum capense
Sphagnum capense là một loài rêu trong họ Sphagnaceae. Loài này được Hornsch. mô tả khoa học đầu tiên năm 1841.